# Центрфорвард

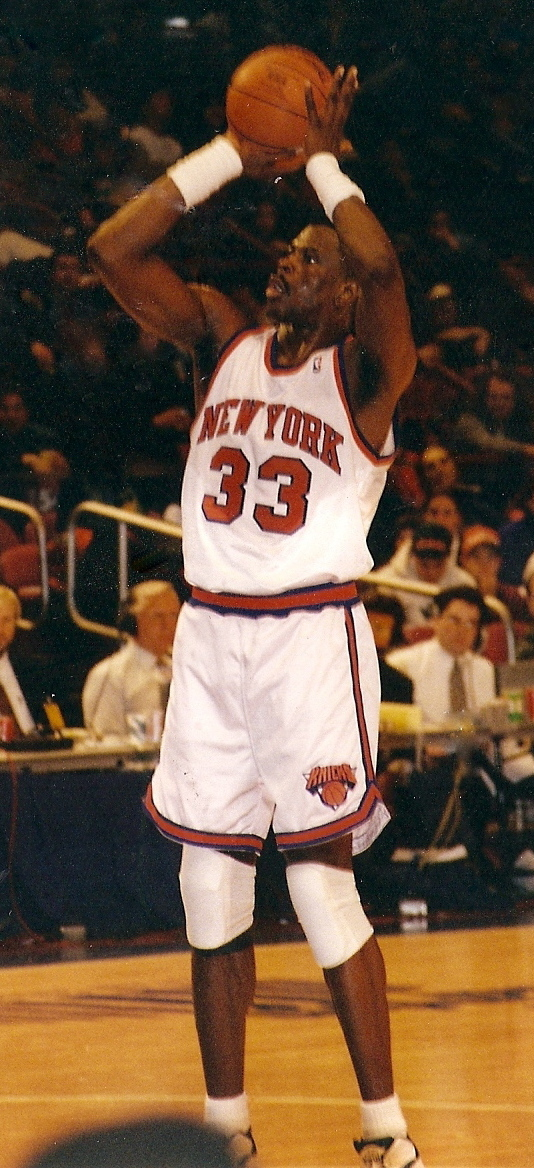
Патрік Юінг

Центрфорвард — баскетбольний гравець, який поєднує якості важкого форварда та центрового. 
Поняття "центрфорвард" почало вживатися в баскетбольній термінології, коли баскетбол розвивався і ставав більш спеціалізованим в 1960-х. Насправді, в той час п'ять позицій в баскетболі заміщалися лише захисниками, форвардами та центровими, але зараз визначені всі п'ять головних позицій:розігруючий захисник, атакувальний захисник, легкий форвард, важкий форвард та центровий.
Центрфорвард — це талановитий важкий форвард, який може грати на позиції центрового, коли цього потребує команда. Або центровий, зростом вище ніж 213 см на рівні НБА, чиї вміння дозволяють йому грати на позиції важкого форварда, особливо коли в команді є найкращий центровий. Прикладом такого гравця є Маркус Кембі з команди Нью-Йорк Нікс. Зі зростом 211 см, він в основному грає на позиції центрового, але коли він виступав за Нью-Йорк Нікс в більш ранні роки своєї кар'єри, то в основному грав на позиції важкого форварда, оскільки на той час його команда мала в складі одно з найкращих "чистих" центрових в лізі - Патріка Юінга. Юінга самого використовували як центрфорворда в його ранні роки кар'єри, щоб він зі своїми навичками в нападі доповнював тодішнього найкращого центрового Нікс - Біла Картрайта. Ральф Семпсон є ще одним прикладом видатного центрфорварда. В 1984 році він зі зростом 224 см, перемістився на позицію важкого форварда, в той час як Хакім Оладжьювон зі зростом 213 см, був задрафтований в команду.